# آن ريبلي سميث
آن ريبلي سميث (بالإنجليزية: Anne Ripley Smith)‏ هي كاتِبة أمريكية، ولدت في 3 مارس 1881، وتوفيت في 1 يونيو 1949.